# Wójtowska Równia
Wójtowska Równia (niem. Kirschhübel, 842 m n.p.m.) – szczyt w Sudetach Środkowych w Górach Bystrzyckich. Jest zwornikiem dla bocznych ramion odchodzących w kilku kierunkach (m.in. z kulminacjami: Barczowa, Koszela, Kościelnica). Zbudowana jest z łupków krystalicznych i granitognejsów. Porośnięta jest w większości sztucznymi monokulturami świerkowymi.
Nazwa Wójtowska Równia dla szczytu jest błędna (powstała na skutek przeniesienia), lecz powszechnie używana i już od lat powojennych utrwalona w źródłach pisanych i kartograficznych.
1,5 km na południe od Wójtowskiej Równi i Fortu Wilhelma znajduje się górska kaplica Maryi Wspomożycielki w Wójtowicach (niem. Maria-Hilf-Kapelle, Schneider-Kapelle, Schneiderkirchlein, Kościółek Krawca) wybudowana w 1862 z fundacji Franciszka Prausego, rozbudowana w 1877; położona w Górnych Wójtowicach, 1,5 km na południe od Wójtowskiej Równi i Fortu Wilhelma, na wysokości około 720 m n.p.m. (50.315322 N, 16.542081 E); przy kaplicy znajdują się zniszczone stacje kalwarii.

## Szlaki turystyczne
Na wschodnim stoku Wójtowskiej Równi znajduje się skrzyżowanie dwóch szlaków turystycznych:
- z Gorzanowa na Przełęcz Spaloną,
- z Bystrzycy Kłodzkiej do Polanicy-Zdroju.